# Питуа, Жан-Батист
Жан-Бати́ст Питуа́ (фр. Jean-Baptiste Pitois; 15 мая 1811, Ремирмон, Франция — 12 июля 1877, Лион, Франция), известный также как Поль Кристиа́н — французский философ, оккультист и таролог, писатель, астролог, библиограф.

## Биография
Жан-Батист Питуа родился 15 мая 1811 года в городе Ремиремон во Франции. Первоначально он готовился принять духовный сан и в 1828 году провёл несколько месяцев в монастыре траппистов, однако покинул его, не ощущая склонности к монашеской жизни. Вскоре он покинул Францию и следующие несколько лет провёл в путешествиях; точной информации о его деятельности в этот период нет, а имеющаяся слишком сомнительна.
Вернувшись в Париж в 1836 году, Питуа занялся литературной деятельностью и журналистикой. В частности, он написал несколько книг об истории Парижа, в том числе в соавторстве с Шарлем Нодье. Примерно в это время он взял себе псевдоним «Поль Кристиан» (Paul Christian).
В 1839 году Жан-Батист Питуа был назначен библиотекарем при министерстве народного просвещения Франции. Ему, в частности, было поручено составить опись книг, изъятых из монастырей во время Великой Французской революции. В процессе работы он увлёкся обнаруженными трактатами по оккультизму и занялся изучением «тайных наук».
В 1843-1844 годах принимал участие в военной кампании в Алжире и Марокко, о чём впоследствии оставил воспоминания.
Около 1850 года Жан-Батист Питуа, продолжавший свои занятия оккультизмом, познакомился с известным французским мистиком Элифасом Леви и стал его учеником. Идеи Леви впоследствии оказали заметное влияние на творчество Поля Кристиана.
На протяжении 1860-х и 1870-х годов Питуа опубликовал несколько трудов по оккультизму и книг по истории под псевдонимом «Поль Кристиан». Он умер в Лионе 12 июля 1877 года.

## Основные произведения
- «Красный человек из Тюильри» (1863). Книга содержит изложение астрологической системы, изобретённой самим Питуа и основанной на герметической традиции.
- «История магии» (1870). Фундаментальный семитомный труд, посвящённый магическим традициям различных народов, а также содержащий изложение собственных концепций Кристиана. Помимо информации по нумерологии и астрологии, книга содержала отдельный том, посвящённый картам Таро (этот том позднее издавался отдельно под названием «Мистерии пирамид»). Питуа связывал возникновение карт Таро с древнеегипетскими ритуалами инициации, в связи с чем создал свой вариант колоды (т. н. Египетское Таро). Кроме того, в своём труде он впервые ввёл понятие «аркан», дал каждой из карт уникальное название и фактически заложил основы их толкования в европейском оккультизме. Идеи о связи современных Кристиану оккультных течений с мистикой Древнего Египта, изложенные в «Истории магии», позже оказали существенное влияние на членов ордена «Золотой Рассвет».